# Gestreepte pijlstaart
De gestreepte pijlstaart (Hyles livornica) is een vlinder uit de familie pijlstaarten (Sphingidae). De spanwijdte varieert tussen de 60 en 80 millimeter.
Het verspreidingsgebied beslaat Afrika, Zuid-Europa, Centraal en Oost-Azië. In Nederland wordt de vlinder bij uitzondering als trekvlinder waargenomen.
Waardplanten van de rupsen zijn lage planten zoals uit de geslachten walstro, katoenplant en zuring. De vliegtijd loopt van februari tot oktober.

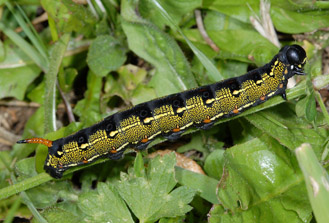
Rups
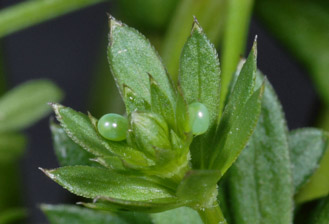
Eitjes